# Romy Fölck
Romy Fölck (* 1974 in Meißen) ist eine deutsche Autorin.
Romy Fölck studierte Jura in Dresden und arbeitete bis 2012 in der freien Wirtschaft. Dann entschloss sie sich, freie Autorin zu werden. Sie schreibt Kriminalromane mit Lokalkolorit. Heute lebt sie in der Haseldorfer Marsch bei Hamburg.

## Werke
Die Elbmarsch-Krimi-Serie mit den Kommissaren Frida Paulsen und Bjarne Haverkorn:
- Totenweg (2018)
- Bluthaus (2018)
- Sterbekammer (2019)
- Mordsand (2021)
- Nebelopfer (2022)
- Düstergrab. Kriminalroman, Lübbe, Köln 2023, ISBN 978-3-7857-2834-5.

Weitere Bücher:
- Duell im Schatten (2012)
- Blutspur (2012)
- Täubchenjagd (2014)
- Deichgräber. Kalender-Thriller (2014, Kurzkrimi)
- Stumme Geliebte
- Die Rückkehr der Kraniche. Roman, Wunderlich, Hamburg 2022, ISBN 978-3-8052-0102-5.
- Das Licht in den Birken. Roman, Wunderlich, Hamburg 2024, ISBN 978-3-8052-0111-7.